# Пятка Віктор Анатолійович
Віктор Анатолійович Пятка — капітан Збройних сил України, учасник російсько-української війни, який загинув у ході російського вторгнення в Україну.

## Життєпис
Під час російського вторгнення в Україну, проходив військову службу на посаді командира десантно-штурмової роти батальйону морської піхоти миколаївської 36-ї бригади морської піхоти.
Загинув при обороні Маріуполя

## Нагороди
- орден «За мужність» I ступеня (2022, посмертно) — за особисту мужність і самовіддані дії, виявлені у захисті державного суверенітету та територіальної цілісності України, вірність військовій присязі.
- орден «За мужність» II ступеня (2019) — за особисту мужність і самовіддані дії, виявлені у захисті державного суверенітету та територіальної цілісності України.
- орден «За мужність» III ступеня (2019) — за значні особисті заслуги у захисті державного суверенітету та територіальної цілісності України, громадянську мужність, самовідданість у відстоюванні конституційних засад демократії, прав і свобод людини, вагомий внесок у культурно-освітній розвиток держави, активну волонтерську діяльність.